# Moyotla, Veracruz
Moyotla är en ort i Mexiko.   Den ligger i kommunen Ignacio de la Llave och delstaten Veracruz, i den sydöstra delen av landet, 300 km öster om huvudstaden Mexico City. Moyotla ligger 16 meter över havet och antalet invånare är 752.
Terrängen runt Moyotla är mycket platt. Runt Moyotla är det ganska tätbefolkat, med 72 invånare per kvadratkilometer. Närmaste större samhälle är Tlalixcoyan, 10,2 km nordväst om Moyotla. Omgivningarna runt Moyotla är en mosaik av jordbruksmark och naturlig växtlighet.